# Tatra 75
La Tatra 75 è una autovettura a prodotta dalla casa automobilistica cecoslovacca Tatra dal 1933 al 1942
.

## Contesto

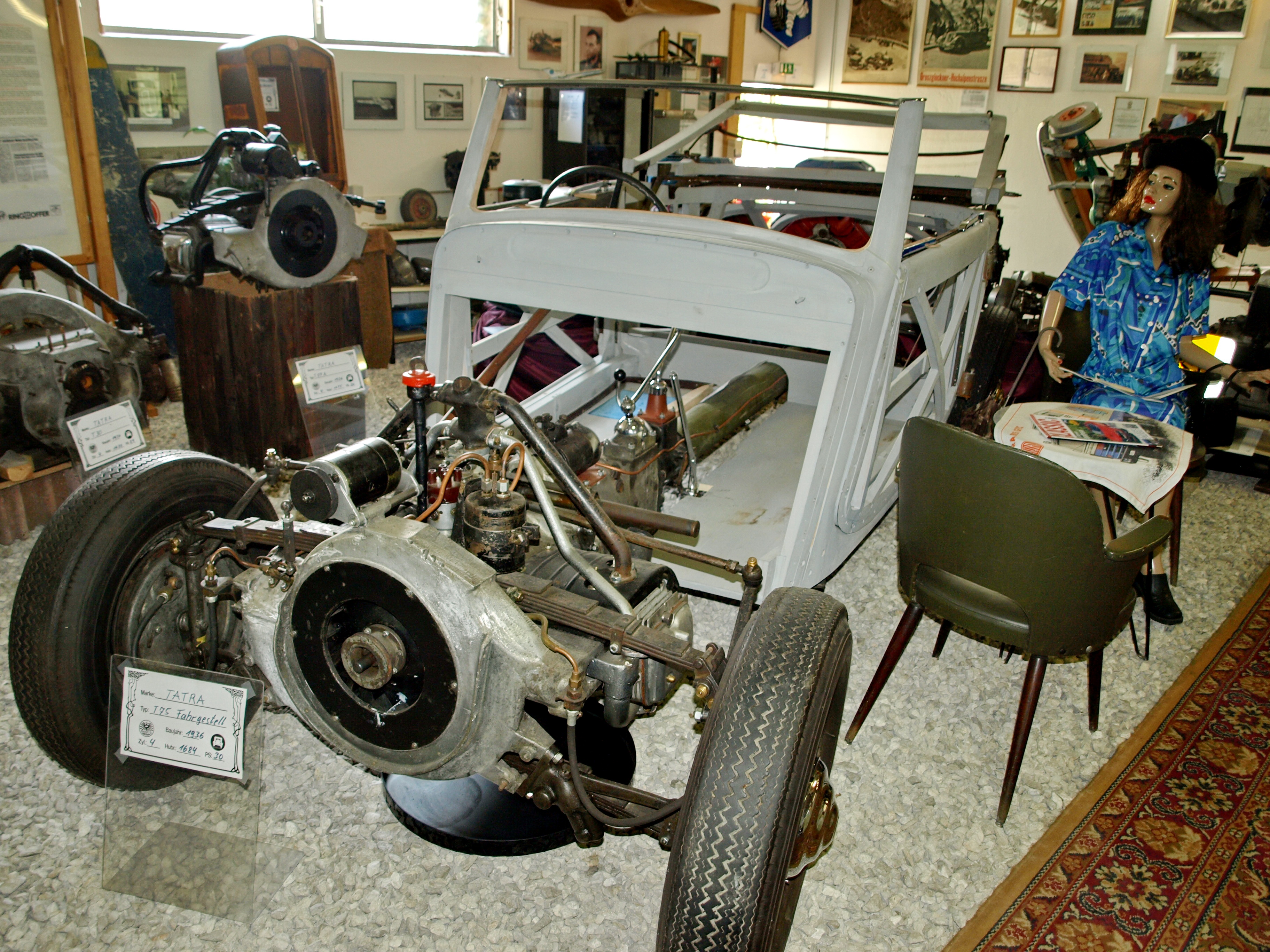
Vista del motore e del telaio senza carrozze

Introdotta nel 1933 come successore della Tatra 54, era alimentata da un motore boxer OHV raffreddato ad aria da 1688 cm³ montato anteriormente che produceva 30 CV (22 kW), consentendole di raggiungere una velocità massima di 90 km/h, con un consumo di carburante di 12 o 13 litri per 100 km. La particolarità del propulsore stava nel largo uso di leghe leggere impiegate per la realizzazione della testata. In comune con altri modelli Tatra dell'epoca, la 75 aveva la trasmissione a quattro velocità e la trazione posteriore.
L'auto era disponibile con svariate tipologie di carrozzerie tra cui berline a due e quattro porte, decappottabili e una limousine a sei posti con un passo allungato. Nei suoi nove anni di produzione furono costruiti circa 4.501 esemplari. Dopo la seconda guerra mondiale, nel 1947, il modello fu sostituito con la Tatra 600 "Tatraplan".